# 思贤镇
思贤乡，是中华人民共和国四川省资阳市安岳县下辖的一个乡镇级行政单位。

## 行政区划
思贤乡下辖以下地区：
思贤村、字库村、西牛村、摇钱村、金坡村、清泉村、关夫村、金沙村、道台村和双碑村。